# Cleveland Charge
Cleveland Charge es un equipo de baloncesto de la liga de desarrollo de la NBA (NBA G League), establecido en Cleveland, Ohio. Los colores identificativos son el granate y el oro. Su equipo de la NBA afiliado son los Cleveland Cavaliers. Hasta 2021 eran conocidos como Canton Charge.

## Historia
El equipo estaba establecido en Huntsville, Alabama en 2001 como uno de los fundadores de la NBDL, la liga menor afiliada a la NBA. El equipo concluyó su estancia en Alabama a la conclusión de la temporada 2005, tras acabar tercero en la clasificación de la NBDL con un balance de 27 victorias y 21 derrotas. La siguiente temporada se convirtieron en los Albuquerque Thunderbirds al adquirirlo David Kahn. 

## Trayectoria
| Huntsville Flight        |                   |                   |     |     |      |                                                                                   |
| 2001–02                  |                   | 5.º               | 26  | 30  | .464 |                                                                                   |
| 2002–03                  |                   | 8.º               | 22  | 28  | .440 |                                                                                   |
| 2003–04                  |                   | 3.º               | 24  | 22  | .522 | Gana Semifinales (Charleston) 108-100 Pierde Finales D-League (Asheville) 108-106 |
| 2004–05                  |                   | 3.º               | 27  | 21  | .563 | Pierde Semifinales (Asheville) 90-86                                              |
| Albuquerque Thunderbirds |                   |                   |     |     |      |                                                                                   |
| 2005–06                  |                   | 2.º               | 26  | 22  | .542 | Gana Semifinales (Florida) 80-71 Gana Finales D-League (Fort Worth) 119-108       |
| 2006–07                  | Western           | 3.º               | 24  | 26  | .480 | Pierde Semifinales (Colorado)                                                     |
| 2007–08                  | Southwestern      | 4.º               | 22  | 28  | .440 |                                                                                   |
| 2008–09                  | Southwestern      | 3.º               | 24  | 26  | .480 |                                                                                   |
| 2009–10                  | Western           | 7.º               | 18  | 32  | .360 |                                                                                   |
| New Mexico Thunderbirds  |                   |                   |     |     |      |                                                                                   |
| 2010–11                  | Western           | 9.º               | 20  | 30  | .400 |                                                                                   |
| Canton Charge            |                   |                   |     |     |      |                                                                                   |
| 2011–12                  | Eastern           | 4.º               | 27  | 23  | .540 | Pierde Semifinales (Austin)                                                       |
| 2012–13                  | Eastern           | 1.º               | 30  | 20  | .600 | Pierde en Primera Ronda (Tulsa) 1-2                                               |
| 2013–14                  | Eastern           | 2.º               | 28  | 22  | .560 | Pierde en Primera Ronda (Sioux Falls) 1-2                                         |
| 2014–15                  | Atlantic          | 2.º               | 31  | 19  | .620 | Gana Primera Ronda (Sioux Falls) 2–1 Pierde Semifinales (Fort Wayne) 0–2          |
| 2015–16                  | Central           | 2.º               | 31  | 19  | .620 | Gana Primera Ronda (Maine) 2–0 Pierde Semifinales (Sioux Falls) 0–2               |
| 2016–17                  | Central           | 3.º               | 29  | 21  | .580 | Pierde en Primera Ronda (Raptors) 0–2                                             |
| 2017–18                  | Central           | 4.º               | 22  | 28  | .440 |                                                                                   |
| 2018–19                  | Central           | 4.º               | 22  | 28  | .440 |                                                                                   |
| 2019–20                  | Central           | 2.º               | 29  | 14  | .674 | Temporada cancelada por la pandemia de COVID-19                                   |
| 2020–21                  | —                 | 14.º              | 5   | 10  | .333 |                                                                                   |
| Cleveland Charge         |                   |                   |     |     |      |                                                                                   |
| 2021–22                  | —                 | 15.º              | 6   | 26  | .188 |                                                                                   |
| Temporada regular        | Temporada regular | Temporada regular | 493 | 505 | .494 | 2001–2022                                                                         |
| Playoffs                 | Playoffs          | Playoffs          | 12  | 17  | .414 | 2001–2022                                                                         |

## Estadios
- Von Braun Center (2001–2005)
- Tingley Coliseum (2005–2010)
- Santa Ana Star Center (2010–2011)
- Canton Memorial Civic Center (2011–2022)
- Wolstein Center (2022-presente)

## Entrenadores
| Temp.         | Entrenador      | Temp. Regular | Playoffs | Campeonatos |
| ------------- | --------------- | ------------- | -------- | ----------- |
| 2001-02       | Bob Thornton    | 26-30         | -        | -           |
| 2002-05       | Ralph Lewis     | 73-71         | 1-2      | -           |
| 2005-07       | Michael Cooper  | 50-48         | 2-1      | 1           |
| 2007-08       | Jeff Ruland     | 22-28         | -        | -           |
| 2008-10       | John Coffino    | 42-58         | -        | -           |
| 2010-11       | Darvin Ham      | 20-30         | -        | -           |
| 2011-2013     | Alex Jensen     | 57-43         | 4-6      | -           |
| 2013-2014     | Steve Hetzel    | 28-22         | 1-2      | -           |
| 2014-2016     | Jordi Fernández | 62-38         | 5-5      | -           |
| 2016-2021     | Nate Reinking   | 107-101       | 0-2      | -           |
| 2021-2022     | Dan Geriot      | 6-26          | -        | -           |
| 2022-presente | Mike Gerrity    | 18-14         | 1-1      | -           |